# UFC 254
UFC 254: Khabib vs. Gaethje è stato un evento di arti marziali miste tenuto dalla Ultimate Fighting Championship il 24 ottobre 2020 al Flash Forum dell'Isola Yas, negli Emirati Arabi Uniti.

## Retroscena

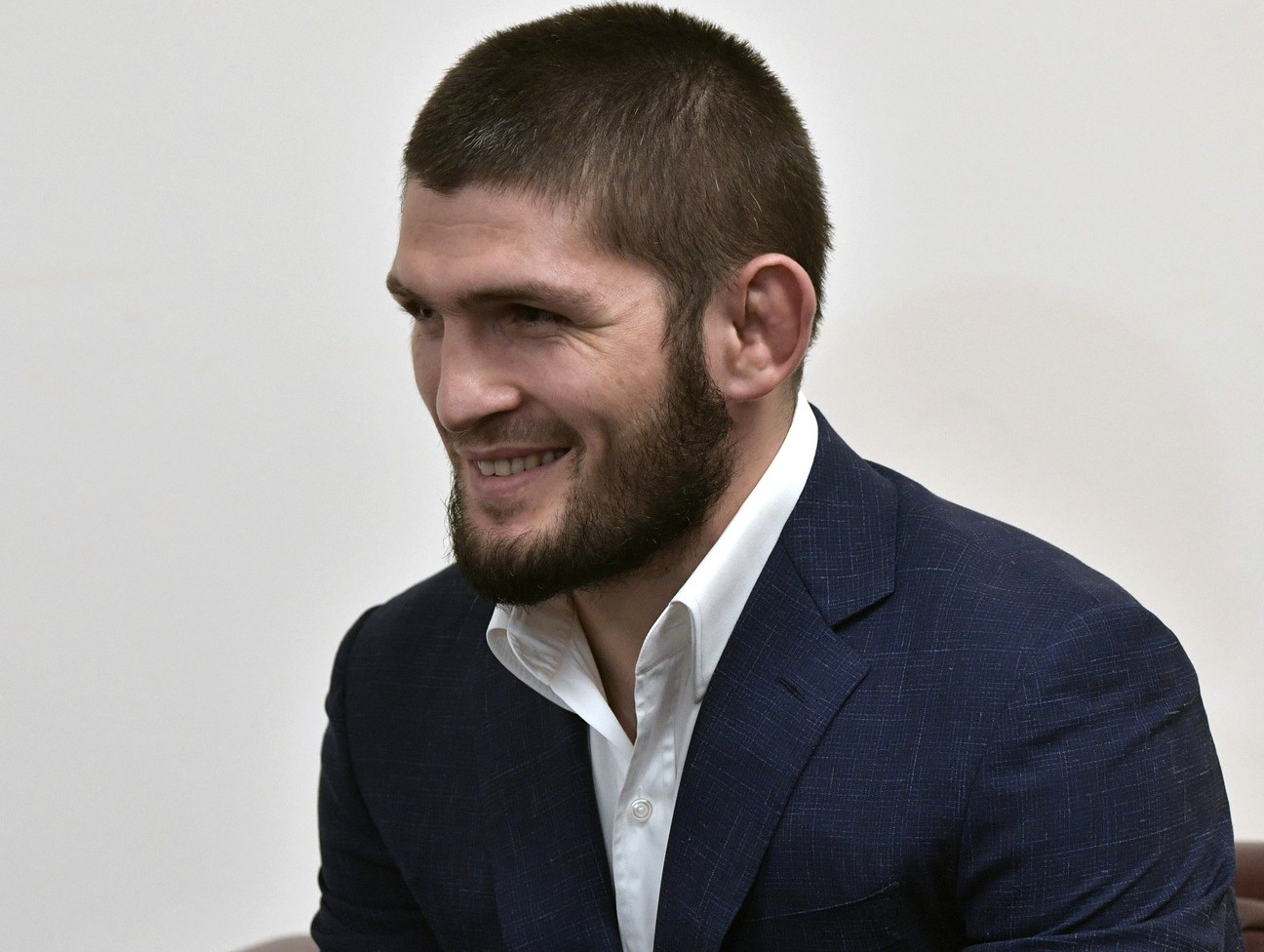
Khabib Nurmagomedov si è presentato all'incontro con un record di 28–0

L'evento è proseguito seguendo il fuso orario locale per gli orari della prima serata. La Card Principale è iniziata alle 22 ora locale di Abu Dhabi, mentre la Card Preliminare circa alle 18:15 UTC+4.
L'evento principale della serata è stato tra Chabib Nurmagomedov, campione della categoria pesi leggeri UFC, e Justin Gaethje campione ad interim ed ex campione pesi leggeri WSOF. L'incontro doveva disputarsi come UFC 253, ma la data non si è concretizzata e invece si è tenuto cinque settimane dopo. Il 17 settembre, l'UFC ha annunciato la firma dell'ex tre volte campione del mondo dei pesi leggeri Bellator Michael Chandler, che serviva da riserva e potenziale rimpiazzo per questo incontro.
Un incontro pesi medi tra l'ex campione di categoria UFC Robert Whittaker e Jared Cannonier era inizialmente previsto per marzo in occasione dell'UFC 248, ma Whittaker si ritirò per motivi personali. L'incontro è stato riproposto per l'UFC 254.

## Risultati
|                                        | Divisione               |                         |                 |                     | Metodo                                     | Round           | Tempo           | Premio          |
| Card Principale                        | Card Principale         | Card Principale         | Card Principale | Card Principale     | Card Principale                            | Card Principale | Card Principale | Card Principale |
| -------------------------------------- | ----------------------- | ----------------------- | --------------- | ------------------- | ------------------------------------------ | --------------- | --------------- | --------------- |
| Sfida valida per il titolo di campione | Pesi leggeri            | Khabib Nurmagomedov (c) | batte           | Justin Gaethje (ic) | Sottomissione (triangle choke)             | 2               | 1:34            | POTN            |
|                                        | Pesi medi               | Robert Whittaker        | batte           | Jared Cannonier     | Decisione unanime (29–28, 29–28, 29–28)    | 3               | 5:00            |                 |
|                                        | Pesi massimi            | Alexander Volkov        | batte           | Walt Harris         | KO tecnico (calcio al corpo e pugni)       | 2               | 1:15            |                 |
|                                        | Pesi medi               | Phil Hawes              | batte           | Jacob Malkoun       | KO (pugni)                                 | 1               | 0:18            |                 |
|                                        | Pesi mosca femminili    | Lauren Murphy           | batte           | Liliya Shakirova    | Sottomissione (rear-naked choke)           | 1               | 0:18            |                 |
|                                        | Pesi mediomassimi       | Magomed Ankalaev        | batte           | Ion Cuțelaba        | KO (pugni)                                 | 1               | 4:19            | POTN            |
| Card Preliminare                       |                         |                         |                 |                     |                                            |                 |                 |                 |
|                                        | Pesi massimi            | Tai Tuivasa             | batte           | Stefan Struve       | KO (pugni)                                 | 1               | 4:59            |                 |
|                                        | Catchweight (140 lbs)   | Casey Kenney            | batte           | Nathaniel Wood      | Decisione unanime (29–28, 29–28, 30–27)    | 3               | 5:00            | FOTN            |
|                                        | Catchweight (173 lbs)   | Shavkat Rakhmonov       | batte           | Alex Oliveira       | Sottomissione (guillotine choke)           | 1               | 4:40            |                 |
|                                        | Pesi mediomassimi       | Da Un Jung              | vs              | Sam Alvey           | Pareggio non unanime (29–28, 28–29, 28–28) | 3               | 5:00            |                 |
|                                        | Pesi mosca femminili    | Miranda Maverick        | batte           | Liana Jojua         | KO tecnico (stop medico)                   | 1               | 5:00            |                 |
|                                        | Catchweight (159.5 lbs) | Joel Álvarez            | batte           | Alexander Yakovlev  | Sottomissione (armbar)                     | 1               | 3:00            |                 |

## Premi
I lottatori premiati ricevettero un bonus di 50.000 dollari.
Legenda:
- FOTN: Fight of the Night (vengono premiati entrambi gli atleti per il miglior incontro dell'evento)
- POTN: Performance of the Night (viene premiato il vincitore per la migliore performance dell'evento)

## Seguito
Nell'intervista post-gara, Chabib Nurmagomedov annunciò il suo ritiro dalle arti marziali miste. Spiegò che promise a sua madre che non avrebbe combattuto senza il padre (morto a luglio dopo esser stato contagiato dal COVID-19 a seguito di un'operazione al cuore): «oggi voglio dire che questo è stato il mio ultimo incontro. Non verrò qui senza mio padre. [...] È stata la prima volta dopo quello che gli è successo. Quando la UFC mi ha contattato per l'incontro con Justin, ho parlato tre giorni con mia madre. Lei non voleva che io combattessi senza mio padre, ma le promisi che sarebbe stato il mio ultimo combattimento. E se do la mia parola, la devo mantenere».